# Zniesienia Fibonacciego
Zniesienia Fibonacciego (ang. Fibonacci retracements) – metoda analizy technicznej pokazująca procentową korektę na wykresie ceny instrumentu finansowego określoną współczynnikiem Fibonacciego, wynikającym z ciągu Fibonacciego.

## Podstawowa własność wykorzystywana na rynkach finansowych
Iloraz dowolnego wyrazu ciągu oraz wyrazu następnego w ciągu Fibonacciego (1, 1, 2, 3, 5, 8, 13, 21, 34, 55, 89, 144, 233, 377, itd.) wynosi w przybliżeniu 0,618. Natomiast iloraz dowolnego wyrazu i wcześniejszego to w przybliżeniu 1,618. Pomiędzy liczbami oddzielonymi o dwie pozycje wartości te wynoszą odpowiednio: 0,382 oraz 2,618. Stosunek liczb jest szczególnie dokładny przy dzieleniu wyższych liczb ciągu, np. 34/55 = 0,618 lub 55/34 = 1,618.
współczynnik Fibonacciego – podniesiona do potęgi podstawowa własność wynikająca z ciągu Fibonacciego:
|           | wykładnik                 |       |       |     |       |       |       |       |   |
| własność: | 4                         | 3,5   | 3     | 2,5 | 2     | 1     | 0,5   | 0,25  | 0 |
| 0,382     |                           |       |       |     | 0,146 | 0,382 | 0,618 | 0,786 | 1 |
| 0,618     | 0,146                     | 0,186 | 0,236 | 0,3 | 0,382 | 0,618 | 0,786 | 0,886 | 1 |
| 1,618     | 6,854                     |       | 4,236 |     | 2,618 | 1,618 | 1,272 | 1,128 | 1 |
| 2,618     |                           |       |       |     | 6,854 | 2,618 | 1,618 | 1,272 | 1 |
|           | współczynnik Fibonacciego |       |       |     |       |       |       |       |   |

W tabeli przedstawione są różne współczynniki:
- mniejsze od 1 (zniesienia wewnętrzne)
- większe od 1 (zniesienia zewnętrzne)

co wyjaśnione jest poniżej.

## Rodzaje zniesień
W analizie wykresów instrumentów finansowych stosuje się dwa rodzaje zniesień Fibonacciego: zniesienia wewnętrzne oraz zniesienia zewnętrzne.
1. zniesienia wewnętrzne to korekta dotychczasowego trendu na wykresie ceny instrumentu finansowego o mniej niż 100%, np.:
  - 38,2%
  - 61,8%
  - 78,6%
  - 88,6%
2. zniesienia zewnętrzne to korekta dotychczasowego trendu na wykresie ceny instrumentu finansowego o więcej niż 100%, np.:
  - 112,8%
  - 127,2%
  - 138,2%
  - 161,8%
  - itd.